# Джуріен-Бей
Джуріен, або Джуріен-Бей, це маленьке місто на березі Індійського океану у Західній Австралії, за 266 км північніше міста Перт. Адміністративний центр самоврядної території Дандараган.